# Villa Alibert

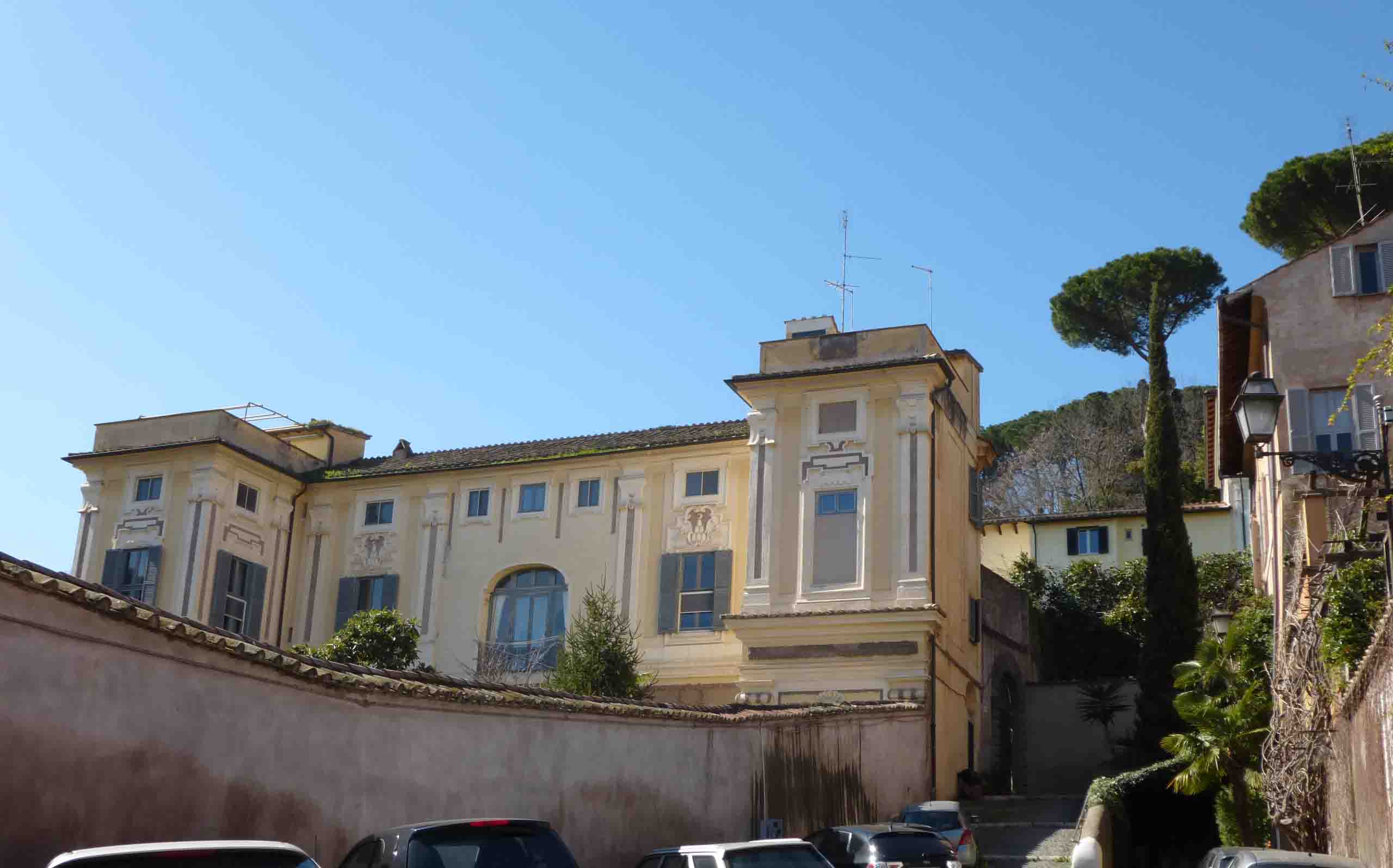
Vue du palais depuis la Via degli Orti d'Alibert.

La Villa Alibert, également connue sous le nom d'Orti d'Alibert, est une élégante villa baroque du XVIIe siècle située sur la moderne Via degli Orti d'Alibert, dans le Rione Trastevere  à Rome.  

## Histoire
La structure d'origine du Palazzo d'Alibert était une résidence avec un jardin appartenant à Maria Vittoria Cenci et qu'elle a pris comme dot lorsque, en 1663, elle a épousé le comte Giacomo d'Alibert (1626-1713), secrétaire de l'ambassade de la reine Christine de Suède. Le palais, en plus d'une ambassade, a également servi à la réalisation de ce que le comte aimait le plus, le théâtre. Parmi ses réalisations, avec le soutien de la reine, la construction du premier théâtre musical ouvert au public à Rome, le Teatro di Tordinona  (son fils en a construit un autre, en 1713, près de la Piazza di Spagna)  . La maison avec jardin a donc été restructurée et partiellement modifiée pour atteindre la forme actuelle par le comte d'Alibert, qui a également déterminé la construction d'une maison élégante avec un petit jardin très luxueux. Sur la grande carte de Falda (1676), le palais apparaît, mais sans nom, et le jardin est représenté isolément. Sur la carte de Nolli (1748), en revanche, la planimétrie est très précise  . 
La façade a un plan en "C", avec un corps inférieur central et deux ailes latérales légèrement avancées, caractérisées par la présence très originale de miroirs rustiques avec des structures en calcaire et du plâtre . Au centre, entre deux modestes portes d'entrée, se trouve une gracieuse fontaine nymphatique, insérée dans une grande fenêtre en arc, avec des rochers rustiques et de la végétation, à l'origine avec de l'eau.  